# Avalon (2001)
Avalon (Japans: アヴァロン ) is een Pools-Japanse sciencefictionfilm uit 2001 onder regie van Mamoru Oshii.

## Verhaal
Ergens in de toekomst zijn veel mensen verslaafd aan het videospel Avalon. Wanneer Ash, een van de beste spelers, hoort van het bestaan van een nog hoger niveau in het spel, besluit ze om hiernaar op zoek te gaan. Daarbij komt ze in contact met de geheimzinnige Bishop.

## Rolverdeling
| Acteur                 | Personage               |
| ---------------------- | ----------------------- |
| Małgorzata Foremniak   | Ash                     |
| Władysław Kowalski     | Game Master             |
| Jerzy Gudejko          | Murphy                  |
| Dariusz Biskupski      | Bishop                  |
| Bartłomiej Świderski   | Stunner                 |
| Katarzyna Bargiełowska | Receptioniste           |
| Alicja Sapryk          | Gill                    |
| Michał Breitenwald     | Murphy van Nine Sisters |
| Zuzanna Kasz           | Ghost                   |
| Adam Szyszkowski       | Speler A                |
| Krzysztof Szczerbiński | Speler B                |
| Marek Stawinski        | Speler C                |
| Jarosław Budnik        | Cooper (stem)           |
| Andrzej Dębski         | Cusinart (stem)         |